# Giải vô địch bóng đá bãi biển thế giới 1997
Giải vô địch bóng đá bãi biển thế giới 1997 là giải đấu lần thứ 3 của Giải vô địch bóng đá bãi biển thế giới (BSWW), giải đấu bóng đá bãi biển quốc tế danh giá nhất dành cho các đội tuyển quốc gia nam cho đến năm 2005, khi giải sau đó được thay thế bằng phiên bản giải đấu của FIFA. Được tổ chức bởi công ty thể thao Koch Tavares  của Brasil (một trong những đối tác sáng lập của Liên đoàn bóng đá bãi biển thế giới).
Giải đấu lần thứ ba liên tiếp được tổ chức tại Bãi biển Copacabana ở Rio de Janeiro, Brasil.
Đội chủ nhà Brasil đã giành chức vô địch lần thứ ba liên tiếp sau khi đánh bại Uruguay với tỷ số 5–2 trong trận chung kết được xem là tái hiện lại trận chung kết tại mùa giải trước. Đây cũng là lần đầu tiên và duy nhất trong lịch sử Giải vô địch thế giới mà không có quốc gia châu Âu nào lọt vào top 4.
Các nhà vô địch tương lai Pháp và Bồ Đào Nha đều lần đầu tiên tham dự giải đấu này, cũng như Nhật Bản, quốc gia châu Á đầu tiên

## Tổ chức
Cơ cấu tổ chức vẫn giữ nguyên như thể thức được thiết lập khi giải vô địch ra đời năm 1995. Tám quốc gia tham dự thi đấu theo hai bảng, mỗi bảng bốn đội theo thể thức vòng tròn. Hai đội đứng đầu sẽ giành quyền vào bán kết, tiếp theo giải vô địch được thi đấu theo thể thức đấu loại trực tiếp cho đến khi tìm ra đội vô địch cùng với một trận đấu bổ sung để xác định vị trí thứ ba.
Sức chứa của sân thi đấu được sử dụng cho Giải vô địch thế giới lần này đã giảm từ 12.000 chỗ ngồi có sẵn trong hai mùa giải trước xuống còn 7.000 chỗ ngồi cho mùa giải này.

## Đội tuyển
Châu Phi và Châu Đại Dương không có đại diện.
| Khu vực Châu Á (1): - Nhật Bản1 Khu vực Châu Âu (3): - Pháp1 - Ý - Bồ Đào Nha1 Khu vực Bắc Mỹ (1): - Hoa Kỳ | Khu vực Nam Mỹ (2): - Argentina - Uruguay Chủ nhà: - Brasil (Nam Mỹ) Chú thích: 1. Các đội tuyển lần đầu tiên tham dự |

## Vòng bảng

### Bảng A
| VT | Đội        | ST | T | T+ | B | BT | BB | HS  | Đ | Giành quyền tham dự     |
| -- | ---------- | -- | - | -- | - | -- | -- | --- | - | ----------------------- |
| 1  | Brasil     | 3  | 3 | 0  | 0 | 27 | 8  | +19 | 9 | Vòng đấu loại trực tiếp |
| 2  | Hoa Kỳ     | 3  | 2 | 0  | 1 | 12 | 11 | +1  | 6 | Vòng đấu loại trực tiếp |
| 3  | Bồ Đào Nha | 3  | 1 | 0  | 2 | 14 | 18 | –4  | 3 |                         |
| 4  | Nhật Bản   | 3  | 0 | 0  | 3 | 5  | 21 | –16 | 0 |                         |

| Brasil | 12–3 | Nhật Bản |
| ------ | ---- | -------- |
|        |      |          |

| Hoa Kỳ | 7–5 | Bồ Đào Nha |
| ------ | --- | ---------- |
|        |     |            |

| Brasil | 10–2 | Bồ Đào Nha |
| ------ | ---- | ---------- |
|        |      |            |

| Hoa Kỳ | 2–1 | Nhật Bản |
| ------ | --- | -------- |
|        |     |          |

| Brasil | 5–3 | Hoa Kỳ |
| ------ | --- | ------ |
|        |     |        |

| Bồ Đào Nha | 7–1 | Nhật Bản |
| ---------- | --- | -------- |
|            |     |          |

### Bảng B
| VT | Đội       | ST | T | T+ | B | BT | BB | HS | Đ | Giành quyền tham dự     |
| -- | --------- | -- | - | -- | - | -- | -- | -- | - | ----------------------- |
| 1  | Uruguay   | 3  | 2 | 0  | 1 | 16 | 15 | +1 | 6 | Vòng đấu loại trực tiếp |
| 2  | Argentina | 3  | 2 | 0  | 1 | 10 | 8  | +2 | 6 | Vòng đấu loại trực tiếp |
| 3  | Ý         | 3  | 1 | 0  | 2 | 12 | 11 | +1 | 3 |                         |
| 4  | Pháp      | 3  | 1 | 0  | 2 | 7  | 10 | –3 | 3 |                         |

| Uruguay | 5–4 | Argentina |
| ------- | --- | --------- |
|         |     |           |

| Ý | 4–1 | Pháp |
| - | --- | ---- |
|   |     |      |

| Pháp | 5–4 | Uruguay |
| ---- | --- | ------- |
|      |     |         |

| Argentina | 3–2 | Ý |
| --------- | --- | - |
|           |     |   |

| Argentina | 3–1 | Pháp |
| --------- | --- | ---- |
|           |     |      |

| Uruguay | 7–6 | Ý |
| ------- | --- | - |
|         |     |   |

## Vòng đấu loại trực tiếp

### Bán kết
| Uruguay           | 4–4 (s.h.p.) | Hoa Kỳ |
| ----------------- | ------------ | ------ |
|                   |              |        |
| Loạt sút luân lưu |              |        |
|                   | 2–1          |        |

| Brasil | 14–3 | Argentina |
| ------ | ---- | --------- |
|        |      |           |

### Tranh hạng ba
| Hoa Kỳ | 5–1 | Argentina |
| ------ | --- | --------- |
|        |     |           |

### Chung kết
| Brasil                                      | 5–2      | Uruguay       |
| ------------------------------------------- | -------- | ------------- |
| Júnior 6', 13' · Magal ?', 15' · Edinho 19' | Chi tiết | 3', 36' Ramos |

## Vô địch
| Giải vô địch bóng đá bãi biển thế giới 1997 |
| ------------------------------------------- |
| · Brasil · Lần thứ 3                        |

## Giải thưởng
| Vua phá lưới          | Vua phá lưới   |
| --------------------- | -------------- |
| Júnior                | Venancio Ramos |
| 11 bàn                |                |
| Cầu thủ xuất sắc nhất |                |
| Júnior                |                |
| Thủ môn xuất sắc nhất |                |
| Paulo Sérgio          |                |

## Bảng xếp hạng giải đấu
| VT | Bg | Đội        | ST | T | T+ | B | BT | BB | HS  | Đ  | Chung cuộc          |
| -- | -- | ---------- | -- | - | -- | - | -- | -- | --- | -- | ------------------- |
| 1  | B  | Brasil     | 5  | 5 | 0  | 0 | 46 | 13 | +33 | 15 | Vô địch             |
| 2  | A  | Uruguay    | 5  | 2 | 1  | 2 | 22 | 24 | −2  | 8  | Á quân              |
| 3  | B  | Hoa Kỳ     | 5  | 3 | 0  | 2 | 21 | 16 | +5  | 9  | Hạng ba             |
| 4  | A  | Argentina  | 5  | 2 | 0  | 3 | 14 | 27 | −13 | 6  | Hạng tư             |
|    |    |            |    |   |    |   |    |    |     |    |                     |
| 5  | A  | Ý          | 3  | 1 | 0  | 2 | 12 | 11 | +1  | 3  | Bị loại ở Vòng bảng |
| 6  | B  | Bồ Đào Nha | 3  | 1 | 0  | 2 | 14 | 18 | −4  | 3  | Bị loại ở Vòng bảng |
| 7  | A  | Pháp       | 3  | 1 | 0  | 2 | 7  | 11 | −4  | 3  | Bị loại ở Vòng bảng |
| 8  | B  | Nhật Bản   | 3  | 0 | 0  | 3 | 5  | 21 | −16 | 0  | Bị loại ở Vòng bảng |